# 木緒なち
木緒 なち（きお なち、1976年5月4日生まれ）は、大阪府出身福岡県育ちのゲームシナリオライター、ライトノベル作家、小説家、アートディレクター及びグラフィックデザイナー、バーチャルYouTuber。
2024年までKOMEWORKSの代表取締役を務めていた。

## 略歴
大阪芸術大学卒。
高校生時代に部活動のポスター・チラシを用いた活動をしていたときに、友人・先生に誉められたことがきっかけとなってグラフィックデザインの分野に興味を持った。大阪芸術大学では映像学科を専攻し、卒業後は上京、就職氷河期の中で職を得てデザイン事務所に勤務し、26歳で独立した。
その後フリーランスとなり、主に戯画にてデザイナーとしてゲーム制作に関わってきたが、『ぱすてるキッチン』にておまけのアナザーストーリー部分（飛べる翼、飛べない翼）をヘルプとして執筆しライターデビューする。その後『らずべりー』にて約半分のシナリオを担当し、ゲームシナリオライターとしても売り出していくことになる。ちなみに『らずべりー』は、木緒なちwith企画屋と表記されているが、企画屋には所属したことは無い。
『らずべりー』を出した後は、ねこねこソフトで『ラムネ』、『麻雀』のデザインを担当、その後ねこねこソフトに誘われ、本格的に参加する事になる。正式な社員採用となったのは2005年1月9日からである。ディレクター、デザイナー、ゲームシナリオライターと多種多様な業務を行い、ねこねこソフトの活動休止後は、ねこねこ旧スタッフの有志と共同でコットンソフトを立ち上げた。

また、丸戸史明の作品に対し、リスペクトしている旨を以前から自サイトで公表しており、『フォセット』にてシナリオを提供する事になった理由もそれ故だと（以前の日記には担当ディレクターに世話になった旨も）説明している。
2021年3月3日、日本脚本家連盟に加盟。
2024年5月4日、ゲームメーカー「メシードソフトウェア」を立ち上げたことを発表した。

## デザイナーとして
ねこねこソフトのウェブ4コマ『諸葛瑾』担当作家蒼樹うめの初単行本である『ひだまりスケッチ』で、装丁やロゴデザインを担当したのをきっかけに、芳文社、一迅社等で広く活動をする事となる。デザイン業務については新規にデザインユニット「KOMEWORKS」を設立し、複数メンバーで本格的に再開した。
アニメ『神様はじめました』やアニメ『ご注文はうさぎですか?』では、ロゴデザインを担当した。また、アニメ『グリザイアの果実』ではタイトルデザイン担当としてクレジットされている。

## 同人活動
元々は大学のメンバーと共同で『半端マニア』という批評同人誌を出しており、その有志にて結成した同人ソフトのブランド「半端マニアソフト」でディレクター兼雑務を行っていた。
『半端マニア』時代の知人として、シナリオライターの渡辺僚一がおり、自身がプロデューサー兼ディレクターを務めた『はるまで、くるる。』でシナリオライターが降板した際は、渡辺を起用するきっかけを作った
その後は、サークル名「コロリメイジ」での活動を開始。主にロゴマーク作りの本など、デザイン関連の本や、自身が執筆した本に関する個人本（関係者と合同あり）を制作している。

## インターネット配信活動
ニコニコミュニティ「グッドデザデザ＠ニコ生」を開設しており、初期ではデザイナーを招いた対談生配信を行っていた。自身の著作「ぼくたちのリメイク」の特典小説のコメント番号指定でのネタを募集することもある。
2019年2月17日にはバ美肉のバーチャルYouTuber「葉山 みど」（はやま みど）としても活動を開始。同22日に生配信を行った。
因幡はねるの企画内で「ボイスチェンジャーを使っているのはハンデだと思う」と助言を受けたこともあり、2021年現在は葉山みどの姿のまま木緒なちとして活動し、地声での配信も行っている。

## 主な作品

### ゲームシナリオ
※カッコ内は担当部分
- らずべりー（片桐シェリル、村上奏、村上静音、桑原香梨）
- サナララ（矢神由梨子）
- おかえしCD6（夏休みの宿題、矢神由梨子アフター）
- Scarlett（3章）
- フォセット - Cafe au Le Ciel Bleu -（わたしのかけら）
- ナツメグ（東雲由佳子、野島ほとり）
- ナギサの（岩波千果）
- さかあがりハリケーン 〜LET'S PILE UP OUR SCHOOL!〜
- 恋神 -ラブカミ-
- グリザイアシリーズ[17]（榊由美子）
- サナララR[18]
- 蒼の彼方のフォーリズム
- KARAKARA
- KARAKARA2
- きららファンタジア（メインクエスト第1部シナリオ）[19]

### 小説
- 妹は僕に手を出すなっ!（イラスト：久坂宗次、SBクリエイティブ・GA文庫、全3巻） ※装丁も自身が担当している
  1. 2012年6月15日発売 ISBN 978-4-7973-6990-8
  2. 2012年10月15日発売 ISBN 978-4-7973-7201-4
  3. 2013年4月15日発売 ISBN 978-4-7973-7287-8
- 16:00の召喚魔法（イラスト：refeia 、オーバーラップ・オーバーラップ文庫、全2巻）
  1. 2013年4月24日発売 ISBN 978-4-9068-6616-8
  2. 2013年9月21日発売 ISBN 978-4-9068-6637-3
- ぼくたちのリメイク（イラスト：えれっと、KADOKAWA・MF文庫J、既刊12巻）
  - 『ぼくたちのリメイク 十年前に戻ってクリエイターになろう！』2017年3月25日発売、ISBN 978-4-04-069142-8
  - 『ぼくたちのリメイク2 十年前に戻って本気になれるものを見つけよう！』2017年7月25日発売、ISBN 978-4-04-069339-2
  - 『ぼくたちのリメイク3 共通ルート終了のお知らせ』2017年11月25日発売、ISBN 978-4-04-069553-2
  - 『ぼくたちのリメイク4 「いってらっしゃい」』2018年4月25日発売、ISBN 978-4-04-069853-3
  - 『ぼくたちのリメイク5 ぼくたちに足りないもの』2018年9月25日発売、ISBN 978-4-04-065162-0
  - 『ぼくたちのリメイク6 アップロード日：9月1日』2019年3月25日発売、ISBN 978-4-04-065632-8
  - 『ぼくたちのリメイク7 ものをつくるということ』2019年12月25日発売、ISBN 978-4-04-064262-8
  - 『ぼくたちのリメイク8 橋場恭也』2020年11月25日発売、ISBN 978-4-04-680014-5
  - 「ぼくたちのリメイク9 怪物のはじまり」、2021年7月21日発売、ISBN 978-4-04-680608-6
  - 「ぼくたちのリメイク10 エンドロール」、2022年2月25日発売、ISBN 978-4-04-680997-1
  - 『ぼくたちのリメイク Ver.β』2019年8月24日発売、ISBN 978-4-04-065920-6
  - 『ぼくたちのリメイク Ver.β 2』2020年6月25日発売、ISBN 978-4-04-064728-9
  - 『ぼくたちのリメイク Ver.β 3』2021年4月24日発売、ISBN 978-4-04-680393-1
- 誰が喚んだの!? 〜異世界とゲーム作りとリクルート召喚〜（イラスト：宇都宮つみれ、KADOKAWA・ファミ通文庫、既刊1巻）
  1. 2018年9月29日発売、ISBN 978-4-04-735102-8
- サークレット・プリンセス 歩のユニオンCB部活動記録（原作：DMM GAMES、カバー・口絵イラスト：saitom、挿絵：ぽんこつわーくす、KADOKAWA・電撃ゲーム文庫、既刊1巻）
  1. 2019年1月10日発売、ISBN 978-4-04-912128-5
- すべては装丁内（イラスト：三嶋くろね、LINE・LINE文庫、既刊1巻）
  1. 2019年10月4日発売、ISBN 978-4-908588-91-4

### 実用書
- 『はじめての同人誌デザイン』KADOKAWA、2021年3月3日発売、ISBN 978-4-04-108787-9

### テレビアニメ
- 蒼の彼方のフォーリズム（脚本）[6]
- CIRCLET PRINCESS（シリーズ構成）
- ぼくたちのリメイク（原作・シリーズ構成）

## ロゴデザイン

### 団体
- 一迅社文庫 - ロゴデザイン[8][20][21]
- コットンソフト - ロゴデザイン[20][21]

### 書籍・アニメ
- うらら迷路帖 - ロゴデザイン[20][22]
- 乙女男子に恋する乙女 - ロゴデザイン[22]
- カガクチョップ - ロゴデザイン[20][22]
- 神様はじめました - ロゴデザイン[20][22]
- クジラの子らは砂上に歌う - ロゴデザイン[20][22]
- くずクマさんとハチミツJK - ロゴデザイン[22]
- ご注文はうさぎですか? - カバーデザイン、ロゴデザイン、装丁を担当[10][20][22][6]
- この世界がゲームだと俺だけが知っている - ロゴデザイン[20][22]
- COMIC快楽天BEAST - ロゴデザイン[20][21]
- コミック電撃だいおうじ - ロゴデザイン[20][21]
- ステラのまほう - ロゴデザイン[20][21]
- 世話やきキツネの仙狐さん - 装丁およびデザインを担当[23][20]
- なでしこドレミソラ - ロゴデザイン[20][22]
- ひだまりスケッチ - ロゴデザイン[20][22][6]
- まんがタイムきららミラク - ロゴデザイン[20][21]
- ミステリーボニータ - ロゴデザイン[20][21]

### ゲーム
- アンバークォーツ - ロゴデザイン[21]
- グリザイアの果実 - ロゴデザイン[20][21]およびシナリオを担当[17][6]
- さかあがりハリケーン 〜LET'S PILE UP OUR SCHOOL!〜 - ロゴデザイン[20][21]
- ショコラ 〜maid cafe "curio"〜 - ロゴデザイン[20][21]
- DUEL SAVIOR - ロゴデザイン[20][21]
- ナツメグ - ロゴデザイン[20][21]
- BALDR SKY - ロゴデザイン[20][21]
- パルフェ 〜ショコラ second brew〜 - ロゴデザイン[20][21]
- 姫さまっ、お手やわらかに! - ロゴデザイン[21]
- 魔界天使ジブリール - ロゴデザイン[20][21]

### その他
- 蒼樹うめ展 - ロゴデザイン[20][22]
- 犬山たまき - ロゴデザイン[24]
- ときのそら - 「ときのそら」ロゴデザインおよび、CDアルバム『Dreaming!』ロゴやブックレットデザインを担当[20][25]
- 兎鞠まりちゃんねる - ロゴデザイン[26]